# Batalla de Guadalajara (1937)
La batalla de Guadalajara (8 de marzo al 23 de marzo de 1937) fue un enfrentamiento en la guerra civil española desarrollado en torno a la ciudad de Guadalajara en un intento de las tropas nacionalistas por penetrar en la capital de España por el norte.
Participaron el Ejército Popular Republicano y el Corpo Truppe Volontarie italiano con la Agrupación de carros de asalto y autos blindados, apoyado por otras unidades del Ejército sublevado, en concreto la División de Soria. Todo ello se engloba dentro de las operaciones militares que distintos autores consideran como la batalla de Madrid.
La batalla comenzó con una ofensiva italiana el 8 de marzo que concluyó el 11 de marzo, cuando las tropas del Ejército Popular Republicano debieron retroceder ante el empuje de los italianos, perdiendo varias localidades. Entre el 12 y el 14 de marzo, las fuerzas republicanas fueron atacadas por unidades del ejército franquista. La posterior contraofensiva republicana, que contaba con fuerzas de las Brigadas Internacionales, se desarrolló entre el 15 y el 18 de marzo y continuó hasta el día 23 de marzo.

## Desarrollo
El plan de ataque diseñado por los jefes italianos del Corpo di Truppe Volontarie consistía en lanzar a su infantería junto con tanques y vehículos ligeros para abrir brecha en el frente controlado por los republicanos en el sector situado al norte de Guadalajara, tomando Brihuega y rodeando a los defensores de Madrid desde el noroeste, para llegar hasta Alcalá de Henares.
Durante todo el día 8 de marzo los italianos bombardearon masivamente con su artillería el frente republicano al mando de Víctor Lacalle Seminario, rompiendo la línea del frente con ayuda de sus tanquetas, pero la niebla y la lluvia les impidieron avanzar con verdadera rapidez, al punto que solo penetraron 12 km en las líneas republicanas. Al día siguiente, 9 de marzo, los italianos siguieron su avance con tanques pesados, pero de nuevo con escasa visibilidad para maniobrar, lo cual permitió que casi toda la 50.ª Brigada republicana pudiera retirarse prácticamente sin bajas.
Al mediodía el avance italiano fue súbitamente detenido por tres batallones de las Brigadas Internacionales: el Ernst Thälmann, Edgar André y Commune de Paris, habiendo avanzado hasta 15 km en ese día. Los italianos se vieron forzados a descansar en la tarde del día 9 en los alrededores de Brihuega, deteniendo el ataque y restando vigor a su ofensiva.
El 10 de marzo los italianos reanudaron su ataque pero sin mayor éxito, en tanto se enfrentaban a las Brigadas Internacionales XI y XII (esta última recién llegada como refuerzo) junto con efectivos de tres divisiones del Ejército Popular Republicano, la 12.ª, la 14.ª y también la 1.ª brigada de asalto por las órdenes de Vicente Rojo. Las tropas españolas del bando sublevado se encargaron de tomar Brihuega, mientras los italianos seguían luchando contra tropas republicanas y los brigadistas de refuerzo. De nuevo el avance italiano era lento debido al mal tiempo con lluvia y niebla, lo cual impedía que tanques y tanquetas pudieran tener efecto decisivo en la batalla pese a que el terreno les resultaba propicio.
Al día siguiente, el 11 de marzo, los italianos pudieron hacer retroceder a las Brigadas XI y XII, que se retiraron en orden a la carretera N-II, mientras los italianos avanzaron hasta 3 km al sur de Torija, pero sus vanguardias no pudieron avanzar más debido a la lluvia intensa que convertía los caminos en barrizales.
La clave del desarrollo y resolución de la batalla estuvo en una intensa lluvia y posteriormente nieve que dejó al ejército sublevado anclado a lo largo de la N-II (pavimentada) sin poder salir de ella, ya que los vehículos (sobre todo las tanquetas italianas que lo intentaron) quedaban atascados en el intenso barro al salir del seguro pavimento de la carretera. Todo ello provocó el primer colapso circulatorio que hubiera de sufrir la N-II en su historia. Por otro lado, dicho ejército no pudo contar con apoyo aéreo, puesto que fue esa misma lluvia la que inutilizó los aeródromos de campaña que operaban desde la provincia de Soria, dejando como el más próximo aeródromo operativo el de Zaragoza, situado a unos 220 km, lo que lo hacía en la práctica inútil.
El 12 de marzo, por plan de Vicente Rojo, los republicanos lanzaron su contraofensiva mediante las divisiones 12.ª y 14.ª de las brigadas internacionales XI y XII y 1.ª brigada de asalto, así como tanques soviéticos T-26, de mayor blindaje y artillería que sus rivales italianos, los ampliamente fabricados Fiat Ansaldo. Mientras tanto, la aviación republicana operaba desde Guadalajara, Barajas y Cuatro Vientos, situados relativamente cerca y pavimentados con hormigón, que no perjudicaba el despegue y aterrizaje de aviones.
El hecho de que el grueso del ejército franquista se encontrase varado en la N-II y no contase con apoyo aéreo facilitó enormemente las tareas de desgaste y bombardeo por parte del bando republicano, llegando a aniquilar la mayoría de la maquinaria de guerra que se dirigía hacia el frente. A la par, la destrucción de un pequeño puente que salvaba un barranco cerca del Puerto de Alcolea del Pinar consiguió cortar la red de abastecimiento del ejército nacional.
En el contraataque republicano del 12 de marzo, el general italiano Mario Roatta intentó modificar su orden de batalla para hacer frente a los tanques pesados soviéticos que empleaba la República, pero semejante tarea fue casi imposible, pues aunque los vehículos italianos salieron de la carretera N-II para desplegarse en campo abierto, el barro formado por las lluvias dejó atascados a dichos vehículos. La aviación republicana logró así destruir gran número de tanques, tanquetas y camiones de los italianos.
El 13 de marzo los republicanos intentaron un movimiento envolvente, uniendo la 11.ª División mandada por Enrique Líster con las unidades de tanques, las Brigadas Internacionales al centro con la 12.ª División y en el flanco del río Tajuña la 14.ª División al mando de Cipriano Mera, para converger en Brihuega. El avance republicano tuvo éxito y las unidades italianas se vieron obligadas a retroceder. Desde el día 14 hasta el 17 el frente se mantuvo estático mientras la aviación republicana destruía objetivos enemigos sin hallar resistencia seria.
El 18 de marzo prosiguieron los republicanos el avance en un contraataque general, logrando que en la tarde de ese día los italianos se retirasen de Brihuega para evitar quedar cercados. Si bien la retirada italiana se realizó de manera ordenada, el Corpo Truppe Volontarie ya había perdido la mayoría de su material de guerra en esa fecha debido a los ataques de la Guardia de Asalto, con la 1.ª brigada de asalto encabezando. Entre el 19 y el 23 de marzo los republicanos recuperaron el territorio perdido y los italianos volvieron a sus posiciones anteriores.

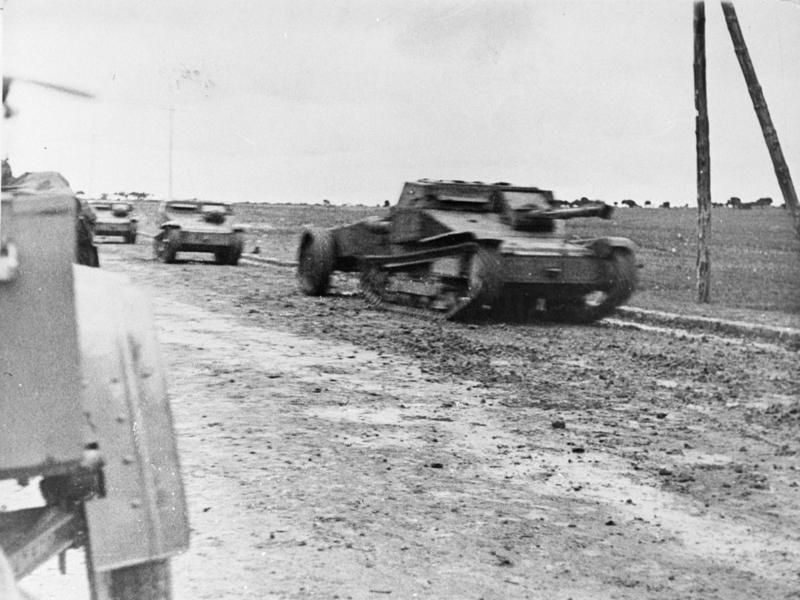
Avance de tanquetas italianas durante la ofensiva del CTV.

## Consecuencias
La batalla de Guadalajara representó el penúltimo intento de las tropas sublevadas por conquistar Madrid, hasta el final de la guerra. Desde entonces el ejército sublevado dirigió sus esfuerzos hacia el frente norte, reanudando el ataque en Vizcaya poco después de hacerse evidente el fracaso de los italianos en Guadalajara.
El resultado del combate ayudó a elevar transitoriamente la moral de guerra en el Ejército Popular Republicano, en tanto esta era su primera gran victoria bélica y más aún evitando un cerco total de Madrid; mientras la propaganda favorable a la República pregonaba la eficacia de las tropas leales a su gobierno; el periodista estadounidense Herbert Matthews, simpatizante de los republicanos, llegó a declarar que «la derrota de los italianos en Guadalajara es un desastre comparable al de la batalla de Bailén para Napoleón». Aun así, pronto pudo apreciarse que el triunfo de Guadalajara no fue decisivo a medio plazo, pues no aportó ganancia territorial significativa al bando republicano, ni causó un daño grave y duradero para las tropas sublevadas.
Dentro de los sublevados se determinó que la planificación de tácticas de combate sería realizada únicamente por el Estado Mayor de Francisco Franco, evitando que el Corpo di Truppe Volontarie asumiera nuevamente iniciativas bélicas por su cuenta, ordenando que los soldados italianos operasen desde entonces solo cuando lo requiriese el Estado Mayor de los sublevados. La propia Aviación Legionaria enviada por Italia quedó subordinada al mando central de la Legión Cóndor alemana, todo lo cual implicaba una humillación para los jefes militares italianos, que además fueron casi todos (excepto Roatta) destituidos por Mussolini.

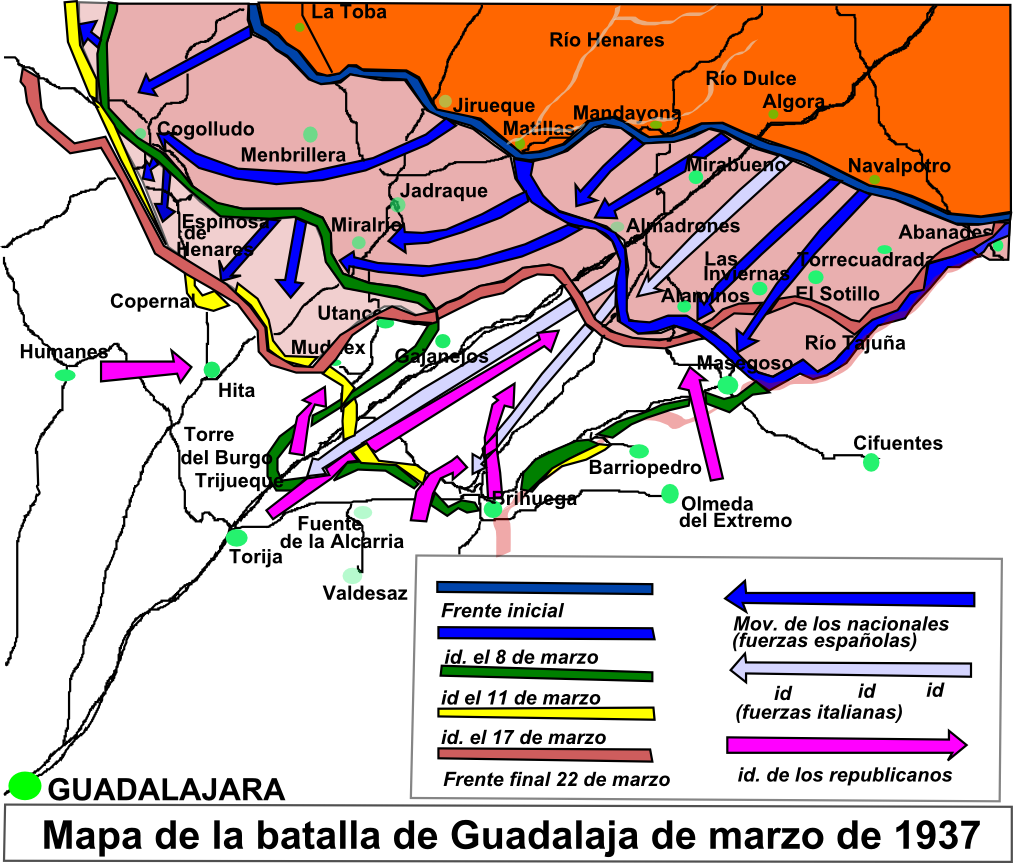
Desarrollo de la batalla de Guadalajara

La derrota italiana causó también un fuerte desprestigio militar para Mussolini debido a la gran cantidad de material bélico destruido o abandonado en el campo de batalla, el elevado número de bajas (hasta 8600 soldados italianos entre muertos, heridos, y prisioneros) y la notoria ineficacia de los comandantes italianos. Las pérdidas de hombres y material entre el bando sublevado resultaban muy pequeñas en comparación al daño sufrido por los italianos, lo cual resaltaba el mal desempeño de éstos. No obstante, la mala actuación italiana alentó al propio Duce para aumentar su intervención en la guerra española, con la esperanza que el Corpo Truppe Volontarie lograse, en alguna ocasión, un triunfo bélico resonante que borrase ante la opinión extranjera el recuerdo de la derrota de Guadalajara.
Algunos mandos militares de la época (como el Estado Mayor del ejército francés) señalaron que el fracaso de los tanques italianos en Guadalajara demostraba la ineficacia de las formaciones blindadas contra una defensa artillera en profundidad y que, en consecuencia, los tanques no podrían ser considerados elementos decisivos en la guerra moderna.
Por el contrario, los oficiales de la Wehrmacht que operaban como asesores alemanes de Franco, evaluaron que el principal factor de la derrota fue el grave error de los jefes italianos de lanzar un ataque de carros de combate en medio de un clima bastante desfavorable, peor todavía sin asegurarse previamente un apoyo aéreo suficiente. Otra importante falla acusada por los oficiales alemanes fueron que los jefes italianos formaron un "cuerpo blindado" apenas con simples tanquetas ligeras L3/35 que por su débil blindaje eran presa fácil de cañones y ametralladoras enemigas, además de los serios defectos mecánicos en las tanquetas italianas que las condenaban a quedar atascadas -y ser fácilmente destruidas- si entraban en un lodazal. Por último, los asesores germanos reprobaron que los jefes italianos ordenasen demasiadas pausas a lo largo del ataque en vez de un avance rápido y decisivo, dando tiempo a la reacción de los republicanos.